# Mesogona quadriplana
Mesogona quadriplana là một loài bướm đêm trong họ Noctuidae.